# Francesco Cavallini

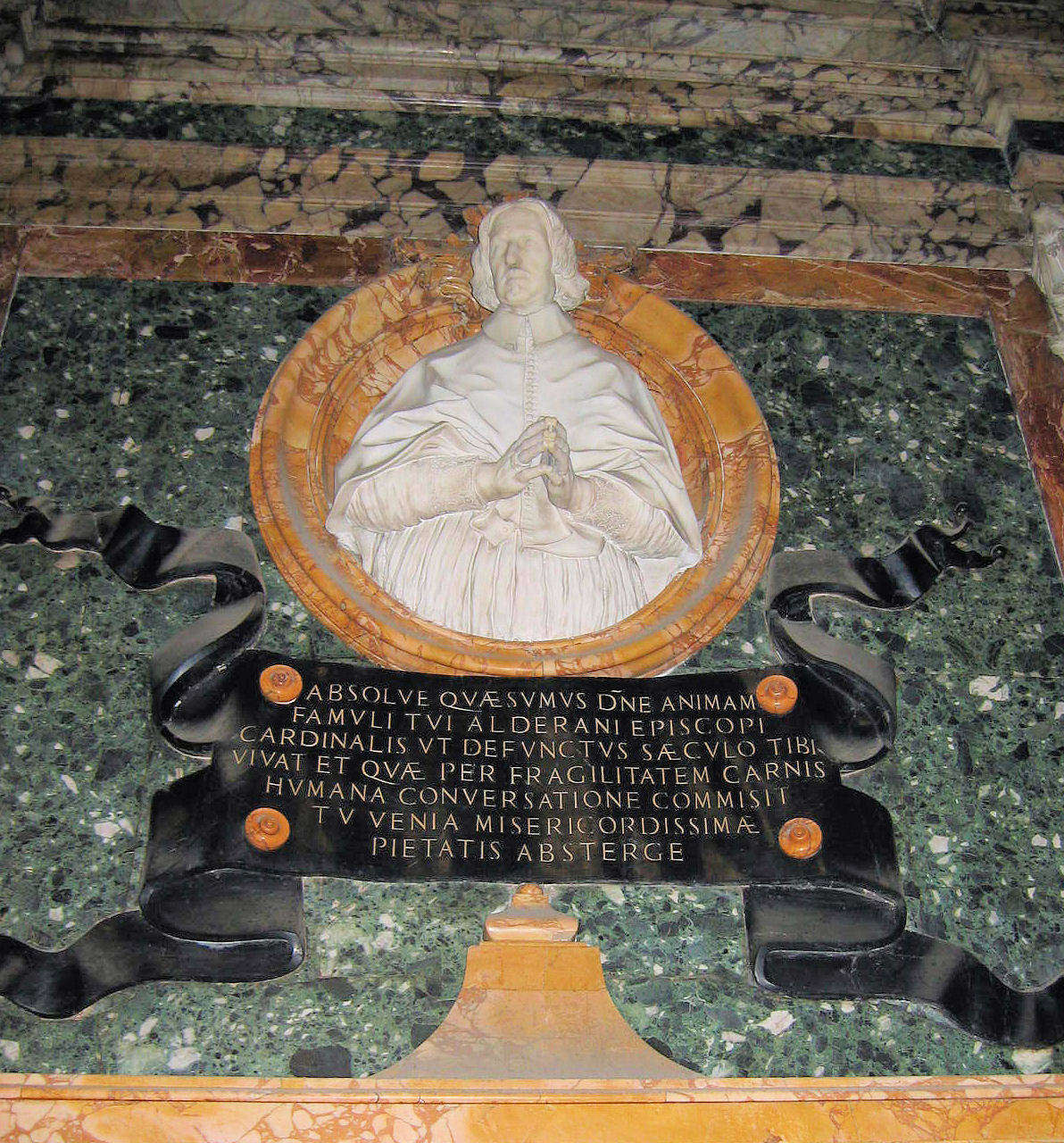
Gravmonument över kardinal Alderano Cibo (omkring 1683). Santa Maria del Popolo i Rom.

Francesco Cavallini, född 1640 i Carrara eller Bissone (Ticino), död 1709, var en italiensk skulptör under barockepoken. Enligt bevarade dokument var Cavallini verksam i Rom mellan 1672 och 1703. 
Cavallinis främsta skulpturala verk är gravmonumenten över Mario Bolognetti och Giorgio Bolognetti i kyrkan Gesù e Maria vid Via del Corso i Rom. Han har även utfört kardinal Alderano Cibos gravmonument i kyrkan Santa Maria del Popolo.

## Verk i urval
- San Carlo al Corso: högaltaret (1677; senare ersatt; tillsammans med Cosimo Fancelli)[3]
- Gesù e Maria: gravmonumenten över Mario Bolognetti och Giorgio Bolognetti[4]
- San Marcello al Corso: fasadens skulpturer föreställande Marcellus I och Filippo Benizzi samt de allegoriska figurerna Tron och Hoppet[5]
- Santa Maria del Popolo: gravmonumentet över kardinal Alderano Cibo (1684)[6]
- Santa Maria dell'Umiltà: skulpturerna föreställande Maria Magdalena och Katarina av Alexandria (1686)[7]